# Regionalwahlen in Italien 2010
Die Regionalwahlen in Italien 2010 fanden in dreizehn Regionen mit Normalstatut am 28. und 29. März statt.

## Zusammenfassung der Ergebnisse
| Region                    | Mitte-links                | Mitte-rechts               | Unione di Centro           | Movimento 5 Stelle   | Sonstige | Präsident vor der Wahl              |
| ------------------------- | -------------------------- | -------------------------- | -------------------------- | -------------------- | -------- | ----------------------------------- |
| Piemont → Ergebnis        | Mercedes Bresso 46,9 %     | Roberto Cota 47,3 %        | − (Mitte-links)            | Davide Bono 4,1 %    | 1,7 %    | Mercedes Bresso (Mitte-links)       |
| Lombardei → Ergebnis      | Filippo Penati 33,3 %      | Roberto Formigoni 56,1 %   | Savino Pezzotta 4,7 %      | Vito Crimi 3,0 %     | 3,0 %    | Roberto Formigoni (Mitte-rechts)    |
| Venetien → Ergebnis       | Giuseppe Bortolussi 29,1 % | Luca Zaia 60,2 %           | Antonio De Poli 6,4 %      | David Borrelli 3,2 % | 1,2 %    | Giancarlo Galan (Mitte-rechts)      |
| Ligurien → Ergebnis       | Claudio Burlando 52,1 %    | Sandro Biasotti 47,9 %     | − (Mitte-links)            | −                    | −        | Claudio Burlando (Mitte-links)      |
| Emilia-Romagna → Ergebnis | Vasco Errani 52,1 %        | Anna Maria Bernini 36,7 %  | Gian Luca Galletti 4,2 %   | Giovanni Favia 7,0 % | −        | Vasco Errani (Mitte-links)          |
| Toskana → Ergebnis        | Enrico Rossi 59,7 %        | Monica Faenzi 34,4 %       | Francesco Bosi 4,6 %       | −                    | 1,2 %    | Claudio Martini (Mitte-links)       |
| Umbrien → Ergebnis        | Catiuscia Marini 57,2 %    | Fiammetta Modena 37,7 %    | Paola Binetti 5,1 %        | −                    | −        | Maria Rita Lorenzetti (Mitte-links) |
| Marken → Ergebnis         | Gian Mario Spacca 53,2 %   | Erminio Marinelli 39,7 %   | − (Mitte-links)            | −                    | 7,1 %    | Gian Mario Spacca (Mitte-links)     |
| Latium → Ergebnis         | Emma Bonino 48,3 %         | Renata Polverini 51,1 %    | − (Mitte-rechts)           | −                    | 0,5 %    | Piero Marrazzo (Mitte-links)        |
| Kampanien → Ergebnis      | Vincenzo De Luca 43,0 %    | Stefano Caldoro 54,3 %     | − (Mitte-rechts)           | Roberto Fico 1,3 %   | 1,3 %    | Antonio Bassolino (Mitte-links)     |
| Apulien → Ergebnis        | Nichi Vendola 48,7 %       | Rocco Palese 42,3 %        | Adriana Poli Bortone 8,7 % | −                    | 0,3 %    | Nichi Vendola (Mitte-links)         |
| Basilikata → Ergebnis     | Vito De Filippo 60,8 %     | Nicola Pagliuca 27,9 %     | − (Mitte-links)            | −                    | 11,3 %   | Vito De Filippo (Mitte-links)       |
| Kalabrien → Ergebnis      | Agazio Loiero 32,2 %       | Giuseppe Scopelliti 57,8 % | − (Mitte-rechts)           | −                    | 10,0 %   | Agazio Loiero (Mitte-links)         |